# Municipio de Kerrick
El municipio de Kerrick (en inglés: Kerrick Township) es un municipio ubicado en el condado de Pine en el estado estadounidense de Minnesota. En el año 2010 tenía una población de 325 habitantes y una densidad poblacional de 3,59 personas por km².

## Geografía
El municipio de Kerrick se encuentra ubicado en las coordenadas 46°22′44″N 92°37′16″O / 46.37889, -92.62111. Según la Oficina del Censo de los Estados Unidos, el municipio tiene una superficie total de 90.4 km², de la cual 87,84 km² corresponden a tierra firme y (2,83 %) 2,56 km² es agua.

## Demografía
Según el censo de 2010, había 325 personas residiendo en el municipio de Kerrick. La densidad de población era de 3,59 hab./km². De los 325 habitantes, el municipio de Kerrick estaba compuesto por el 96 % blancos, el 0,62 % eran afroamericanos, el 1,23 % eran amerindios, el 0,31 % eran asiáticos, el 0,31 % eran de otras razas y el 1,54 % eran de una mezcla de razas. Del total de la población el 1,85 % eran hispanos o latinos de cualquier raza.